# Chuku Modu
Chuku Modu, de son vrai nom Chukuma Modu, né le 19 juin 1990 à Londres en Angleterre, est un acteur et scénariste britannique.

## Biographie

### Jeunesse et formations
Chuku Modu est né d'un père germano-nigerian et d'une mère anglo-irlandaise le 19 juin 1990 à Londres,. Il grandit dans le West End, dans le quartier de Hammersmith. Très tôt, il est attiré par différents sports, notamment la boxe, qu'il aime pratiquer de façon assidue et dont il commence sérieusement l'entraînement à l'âge de douze ans. Il aime aussi les arts et assiste régulièrement à des pièces de théâtre, autant qu'il le peut, au Globe Theatre de Londres. Il entame sa formation d'acteur à la Richmond Drama School à l'âge de vingt-deux ans.

### Carrière
Chuku Modu commence sa carrière d'acteur, en 2014, en apparaissant pour la première fois dans le court-métrage The Dawn de Tom van den Broek, avant de décrocher son premier rôle dans le film romantique Avant toi de Thea Sharrock, sorti en salle en 2016, avec l'actrice Emilia Clarke en tête d'affiche du film. Il retrouvera l'actrice en intégrant le casting de la saison 6 de la série télévisée Game of Thrones, où il apparaît dans trois épisodes dans le rôle d'Aggo,, guerrier dothraki, au service de Daenerys Targaryen. Parallèlement, il participe à d'autres tournages, notamment la première saison de la série télévisée Snatch.
Il incarne en 2017 le Dr Jared Kalu (Unger), l'un des personnages principaux de la série télévisée médicale Good Doctor, aux côtés des acteurs Freddie Highmore, Nicholas Gonzalez et Antonia Thomas. Il ne devrait pas jouer dans la saison suivante, car son personnage dans la série a été licencié après avoir frappé un autre médecin qui harcelait sexuellement sa petite amie Claire. Son personnage rompt ensuite avec Claire et reçoit une lettre d'acceptation pour travailler dans un autre hôpital, à Denver dans le Colorado. Le site Comicbook note cependant que le personnage joué par Chuku Modu sourit en voyant la lettre mais qu'on ne sait pas s'il va accepter de quitter San Jose pour Denver. Comicbook note aussi que l'acteur a été vu sur le plateau où se tourne la deuxième saison, et que son départ de la série ne semble donc pas encore totalement certain. Il quitte la saison 2 après 2 épisodes pour travailler à Denver.

## Filmographie (sélection)

### En tant qu’acteur

#### Films
- 2016 : Avant toi (Me Before You) de Thea Sharrock : serveur mauricien
- 2016 : Open All Night de N. Lee Davidson : Rick
- 2018 : Captain Marvel d’Anna Boden et Ryan Fleck : Soh-Larr
- 2019 : Freedoms Name Is Mighty Sweet de Joe Murphy (+ scénariste) :  Charles Hunter

#### Courts métrages
- 2014 : The Dawn de Tom van den Broek
- 2014 : The Last Days of Margaret Thatcher de Hugo Obregón et Manuel Álvarez-Diestro
- 2015 : Stages d'Adam Ozozturk
- 2016 : Heavy Weight de Jonny Ruff (+ scénariste)

#### Séries télévisées
- 2016 : Game of Thrones : Aggo (3 épisodes)
- 2017 : Snatch (3 épisodes)
- 2017-2024 : Good Doctor : Dr Jared Kalu
- 2019-2020 : Les 100 : Dr Gabriel Santiago (9 épisodes)